# Peter S. Seaman
Pour les articles homonymes, voir Seaman.
Peter S. Seaman est un scénariste, producteur et réalisateur américain né en 1951. Il travaille régulièrement avec son comparse Jeffrey Price.

## Filmographie

### Comme scénariste
- 1983 : Trenchcoat
- 1988 : Qui veut la peau de Roger Rabbit (Who Framed Roger Rabbit)
- 1991 : Doc Hollywood
- 1999 : Wild Wild West
- 2000 : Le Grinch (How the Grinch Stole Christmas)
- 2006 : Vacances sur ordonnance (Last Holiday)

### Comme producteur
- 2006 : Vacances sur ordonnance (Last Holiday)

### Comme réalisateur
- 1989 : Tales from the Crypt